# 존 파이퍼

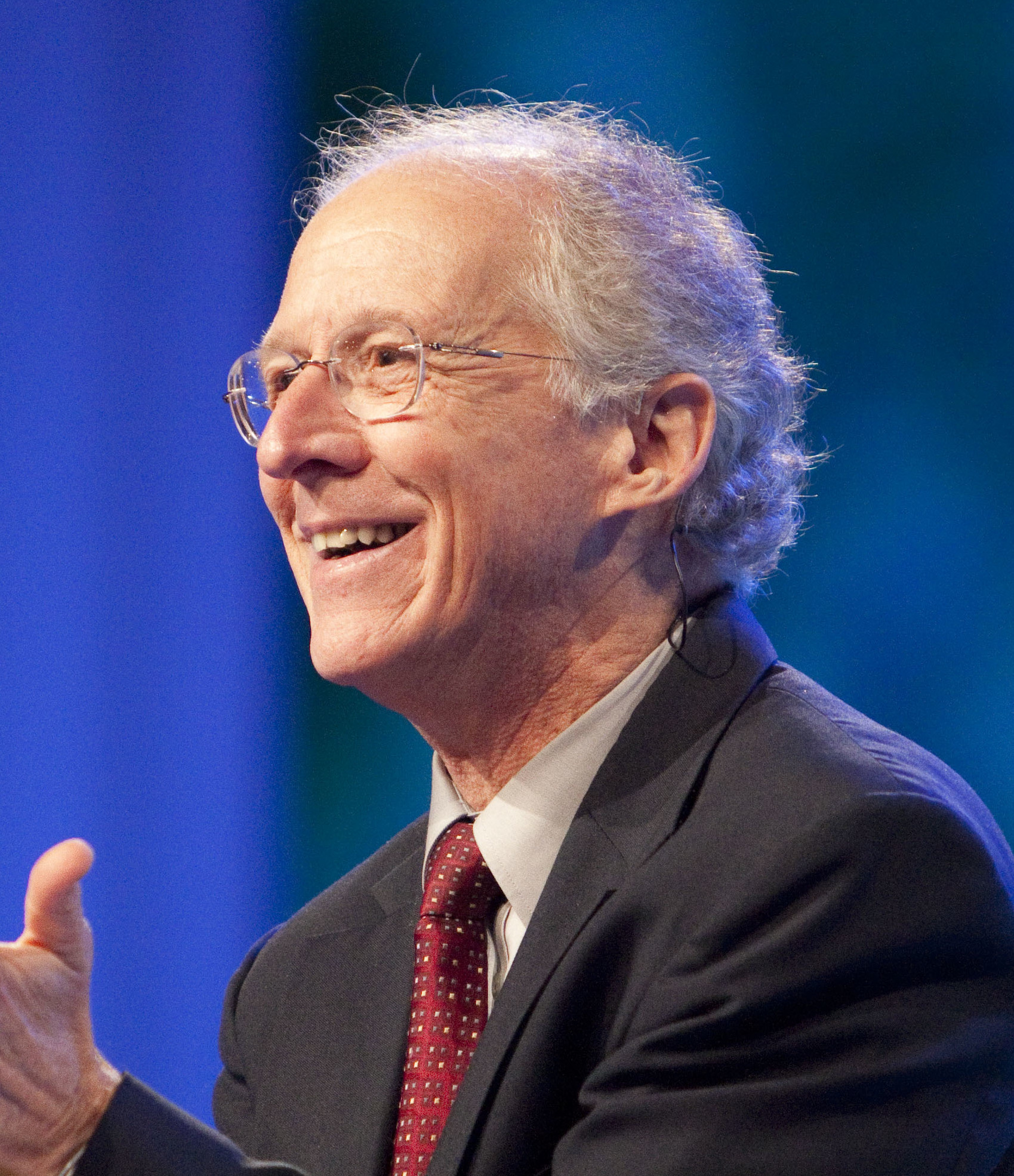
존 파이퍼(John Stephen Piper)

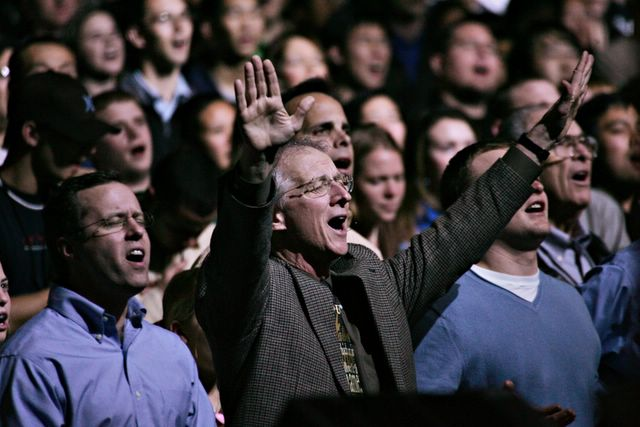
존 파이퍼

존 스테판 파이퍼(John Stephen Piper, 1946년 1월 11일-)는 미국의 침례교 목사(American Baptist pastor)이다. 휘튼 칼리지(Wheaton College)와 풀러 신학교(Fuller Theological Seminary)를 거쳐 뮌헨 대학교에서 신학 박사 학위를 받았으며, 베델 대학(Bethel College)에서 6년 동안 학생들을 가르쳤다. 미국 미네소타주 미네아폴리스에 있는 베들레헴 침례교회에서 33년 동안 목회하고 있다. 베르나드 엘러(Vernard Eller)가 최초로 사용했던 개념인 기독교 낙신주의(樂神主義), Christian hedonism)를 주장한다. 이 기독교 낙신주의란 하나님은 우리가 그 안에서 가장 만족할 때 가장 영화롭게되시며 인간이 그를 즐거움으로 추구할 때 인간의 가장 깊고 영구적인 행복이 함께 온다는 사상이다. 현재 미국에서 가장 영향력있는 목회자중에 한 사람이다. 2017년 5월 말과 6월 초에 한국을 방문하여 많은 학생들과 목회자들에게 큰 영향력을 주었다. 그의 대표적인 저서 <하나님을 기뻐하라>(Desiring God: Meditations of a Christian Hedonist)는 국내에서도 번역이 되었다. 새 관점(New Perspective)의 톰 라이트와 E. P. 샌더스와 같은 학자들이 파이퍼의 칭의론을 극복하지 못했다는 학자들의 주장이 있다. 팀 켈러와 함께 현대에서 가장 영향력있는 목회자로 평가받고 있다.

## 저서
- Desiring God: Meditations of a Christian Hedonist (Multnomah, 1986; 2nd edition, 1996, 3rd edition, 2003).
- The Pleasures of God (Multnomah, 1991; Expanded edition, 2000).
- Let the Nations Be Glad! The Supremacy of God in Missions (Baker, 1993, 2nd Edition 2003).
- Future Grace, or, The Purifying Power of Living By Faith In Future Grace (Multnomah, 1995).
- Brothers, We Are Not Professionals (Broadman & Holman, 2002).-형제들이여 우리는 전문직업인이 아닙니다(전의우 옮김, 좋은 씨앗)으로 역간.
- Don't Waste Your Life (Crossway, 2003).-삶을 허비하지 말라(전의우 옮김, 생명의 말씀사)로 역간.
- When I Don't Desire God (Crossway, 2004).-하나님을 기뻐할 수 없을 때(IVP)로 역간되었으며,2010년에 이 책의 7·8장이 「말씀으로 승리하라」(전의우 옮김,IVP)로 출간되었다.
- God Is the Gospel (Crossway, 2005).-하나님이 복음이다(전의우 옮김,IVP)로 역간.
- What Jesus Demands from the World (Crossway, 2006).
- The Future of Justification (Crossway, 2007).
- A Sweet and Bitter Providence (Crossway 2010).